# ルシファー吉岡
ルシファー吉岡（ルシファーよしおか、1979年〈昭和54年〉10月13日 - ）は、マセキ芸能社に所属しているお笑いタレント。島根県松江市出身。本名は吉岡 大輔（よしおか だいすけ）。R-1グランプリ2024第3位。

## 来歴
- 島根県立松江北高校を経て、東京電機大学理工学部卒業。東京電機大学大学院理工学研究科修士課程修了。
- 大学院修了後、自動車メーカーに就職し開発部門に配属されたが、10か月で退職[1]。お笑い芸人になる前は郵便局や学習塾で働いていた。
- マセキ芸能社の養成所「マセキタレントゼミナール」3期生で、同校出身で正式所属となったタレントの第1号。28歳で芸人デビューした。
- 『歌ネタ王決定戦2013』準決勝進出。
- 2014年7月、『第5回お笑いハーベスト大賞』優勝。
- 2016年2月、『R-1ぐらんぷり2016』復活ステージで2位となり決勝初進出、以降も出場した全ての回で決勝に進出している。第22回（2024年）ではファーストステージを1位で通過し始めてファイナルステージに進出するも、票を獲得することはできなかった。その後に放送されたENGEIグランドスラムでは「（開票の場面で）全く緊張しなかった」とコメントしている。なだぎ武は1票も獲得できなかった理由について「期待値がかなり上がっていた」「（ファイナルステージのネタは）笑いが起こるまでのフリが長かった」と指摘している。[2]
- 『月刊少年ガンガン』（スクウェア・エニックス）2021年1月号から2022年4月号まで、吉岡が「R-1ぐらんぷり2019」の決勝で披露したネタをベースとした学園コメディ「女子高生はおはようって言う」の原作担当として連載。

## 芸風
- 主なネタは、教師や上司などに扮しての1人コント。その他に歌ネタ・一発ギャグも行う。コントでは主に下ネタを駆使し、NHKでも披露した。
- 歌ネタには、「時間がない人、時間が有り余っている人のためのげんこつ山のたぬきさん」というのがある。
- マンダラケという一発ギャグを持つ。

## 賞レースの戦績

### R-1ぐらんぷり / R-1グランプリ
| 年度   | 結果       | エントリーNo. | 決勝キャッチコピー | 備考                              |
| ------ | ---------- | ------------- | ------------------ | --------------------------------- |
| 2014年 | 準決勝敗退 |               |                    |                                   |
| 2015年 | 準決勝敗退 |               |                    |                                   |
| 2016年 | 決勝敗退   | 3707          |                    | 復活ステージ2位通過、Bブロック4位 |
| 2017年 | 決勝敗退   | 3704          | 輝け!コント男優    | Bブロック3位                      |
| 2018年 | 決勝敗退   | 3722          | 円熟のコント男優   | Aブロック4位                      |
| 2019年 | 決勝敗退   | 2472          | 円熟のコント男優   | Bブロック4位                      |
| 2020年 | 決勝敗退   | 2469          | 円熟のコント男優   | Bブロック4位                      |
| 2024年 | 決勝3位    | 2145          |                    | ファーストステージ1位通過         |
| 2025年 | 決勝4位    | 3859          | 7度目の正直        | 史上初の7回目の決勝進出           |

## 出演

### 現在のレギュラー番組
テレビ
- 激レアさんを連れてきた。（テレビ朝日） - ナレーション担当
- 千原ジュニアの座王（不定期出演、関西テレビ）

#### ネットラジオ
- オトステ（2021年6月22日より毎週火曜日20時、audiobook.jp）

### 過去の出演番組
- 爆笑レッドカーペット トライアル（フジテレビ、2013年4月26日）
- 爆笑レッドカーペット（フジテレビ、2013年4月27日）-『スーパーショートカーペット』に出演｡
- 悪影響（ニコジョッキー、2013年5月 - 月1）共演：モグライダー
- スッキリ!!（日本テレビ、2014年8月12日）
- Saturday Night Laugh → マイナビ Saturday Night Laugh → マイナビ Laughter Night（TBSラジオ） - 2015年5月2日[4]・6月20日[5]・8月1日[6]・9月5日[7]・11月28日[8]・12月5日[9]、2016年1月23日[10]・2月20日[11]・3月26日[12]・4月16日[13]・5月28日[14]・6月25日[15]・7月16日[16]・8月13日[17]・9月17日[18]・11月12日[19]・12月24日[20]、2017年1月21日[21]・2月18日[22]・4月28日[23]・10月20日[24]
- アップデート大学→激レアさんを連れてきた。（テレビ朝日、2017年4月 - ）ナレーション
- オールスター後夜祭（2018年10月7日[25]、2019年4月7日[26]、TBS）
- スマートフォンデュ（テレビ朝日、2018年12月20日）
- 有田P おもてなす（2019年2月 、NHK総合）
- 死役所第6話（2019年11月20日、テレビ東京）
- ゲラステ（GERA放送局、毎週土曜日20時放送）
- ルシファー吉岡のオールナイトニッポン0（ZERO）（ニッポン放送、2024年3月23日[27]）

## 連載
- 女子高生はおはようって言う（『月刊少年ガンガン』2021年1月号～2022年4月号。全3巻。）、原作担当